# Dornier Múzeum (Friedrichshafen)
A Dornier Múzeum egy Németországban, a Boden-tó közelében, Friedrichshafen városában található repülőgépipari múzeum.

## Története
A Friedrichshafenben található Dornier Múzeum egy műszaki múzeum, amely Claude Dornier (1884–1969) repülőgép-tervező életpályáját és az általa alapított Dornier cég, a Dornier GmbH repülőgép-terveit és az Airbus repülőgép-termékeit mutatja be. A cég ma már az Airbus-csoport része.
Claude Dornier tervezte az 1929-ben legyártott Dornier Do X -et, mely az akkori világ legnagyobb, legnehezebb és legerősebb repülőgépe volt. Claude Dornier harmadik fia, Silvius Dornier szintén repülőgéptervező lett.
A múzeum 2005-ben kezdte meg gyüjtőmunkáját, mely gyüjtőmunka eredményeként mára számos Dornier repülőgép, modell és egyéb kiállítási tárgy gyűlt össze. Az összegyüjtött anyagot a 2009. július 24-i megnyitás óta egy 5590 m² alapterületű modern múzeumépületben és egy 25 000 m²-es parkosított parkban mutatják be közvetlenül a Friedrichshafen repülőtéren. A bemutatón láthatók a vállalat gyártási létesítményei és repülőgép-modelljei, köztük az óriás Dornier Do X repülőgépek is.
A körülbelül 400 kiállítási tárgy között többek között tizenkét eredeti repülőgép, hét teljes méretű modell az űrhajózás világából, valamint egy Dornier Merkur repülőgép életnagyságú mása is szerepel az 1920-as évekből.

## Kiállításai
A múzeumban főleg Dornier repülőgéptípusok (beleértve a licencelt gyártást is), pilóta nélküli légi járművek, modellek és történelmi fényképek, valamint a repülőgép-technika eszközei, köztük műholdak láthatók.

## Repülőgépek
A kiállítások között szereplő repülőgép-típusok, valamint autók és Startrek emléktárgyak:
Bell UH-1D, Breguet Atlantic, Canadair CL-289, Dassault/Dornier Alpha Jet, Dornier Merkur, Dornier Do J Wal (replika), Dornier Do 27, Dornier Do 28 A1, Dornier Do 28 D Skyservant, Dornier Do 29, Dornier Do 31 E1, Dornier 228, Dornier 328, Dornier Kiebitz, Fiat G.91.

## Motorok
A kiállításon számos Dornier típusú repülőgép-hajtóműve is látható, köztük:
Daimler-Benz DB 603 (Dornier Do 335 motorral), Bristol Siddeley Pegasus 5–2 (Dornier Do 31 fő motorja), Rolls-Royce RB 162-4D (Dornier Do 31 emelőmotorja)

## Műholdak
GEOS, ISEE-B, Ulysses – Az első bolygóközi Nap szonda, európai távérzékelő műhold.

## Galéria

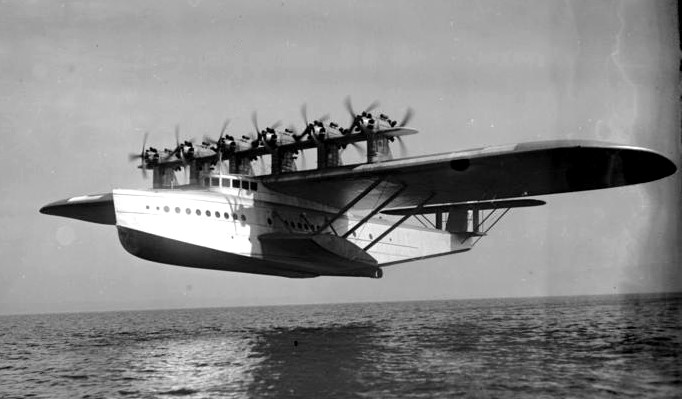
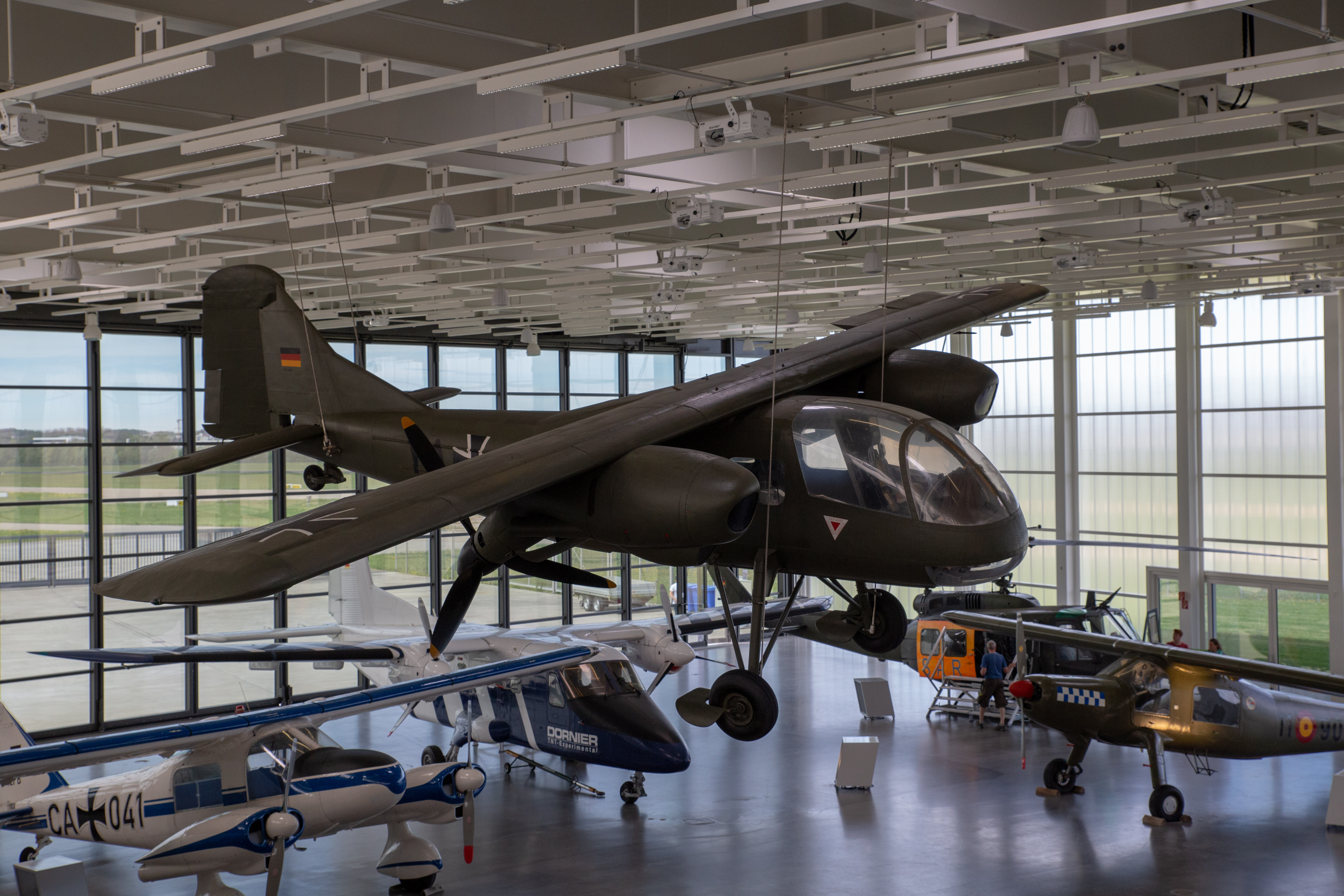
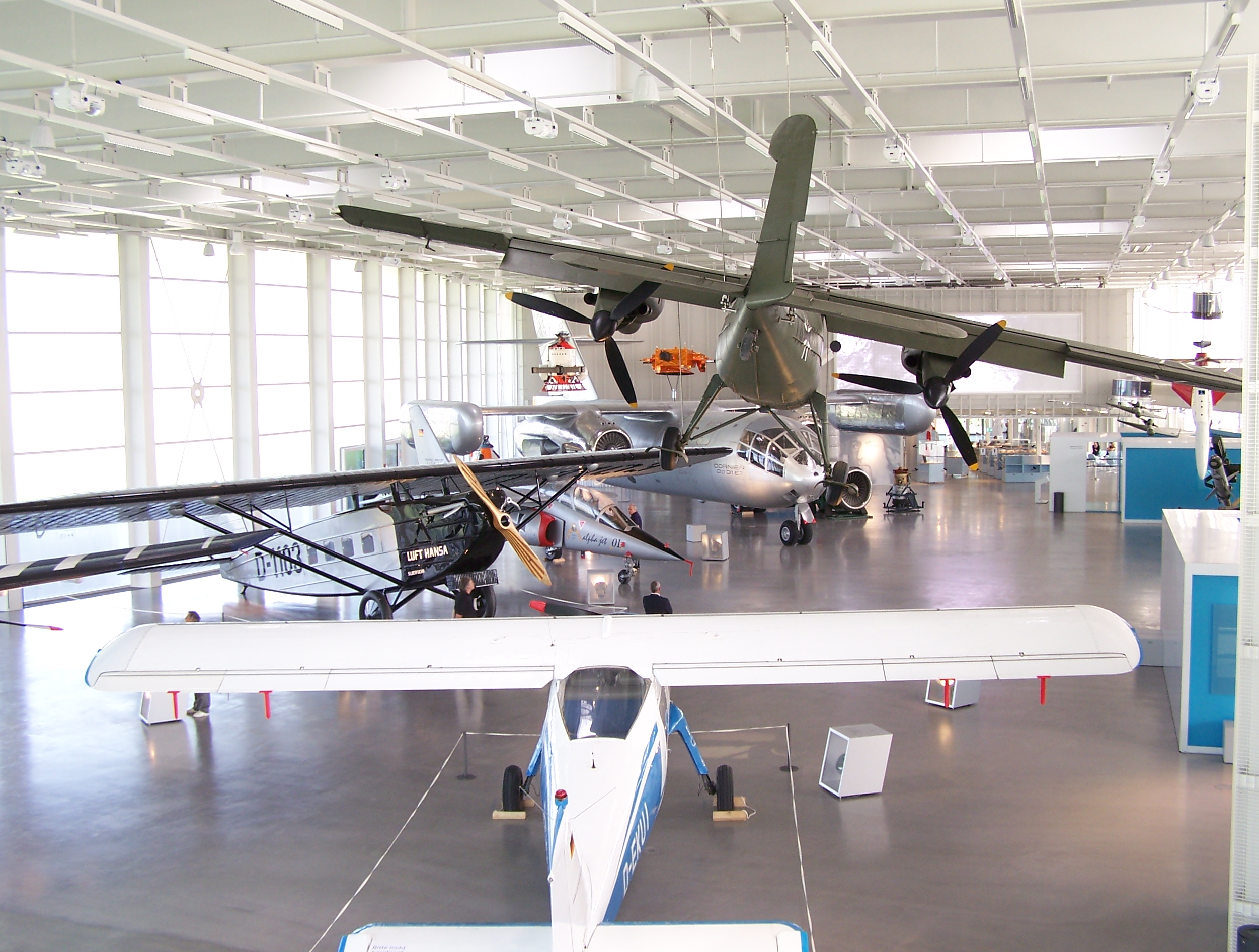
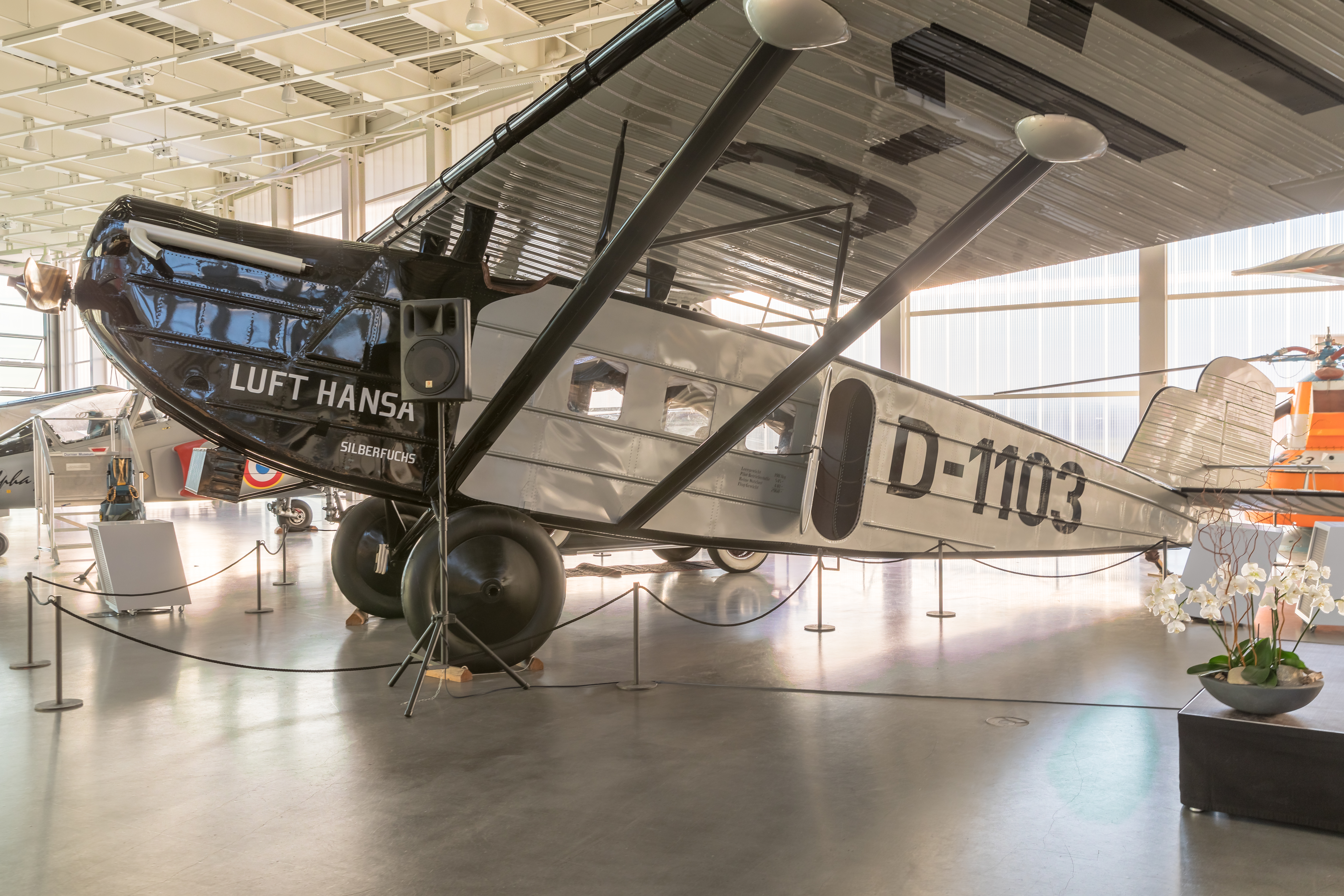
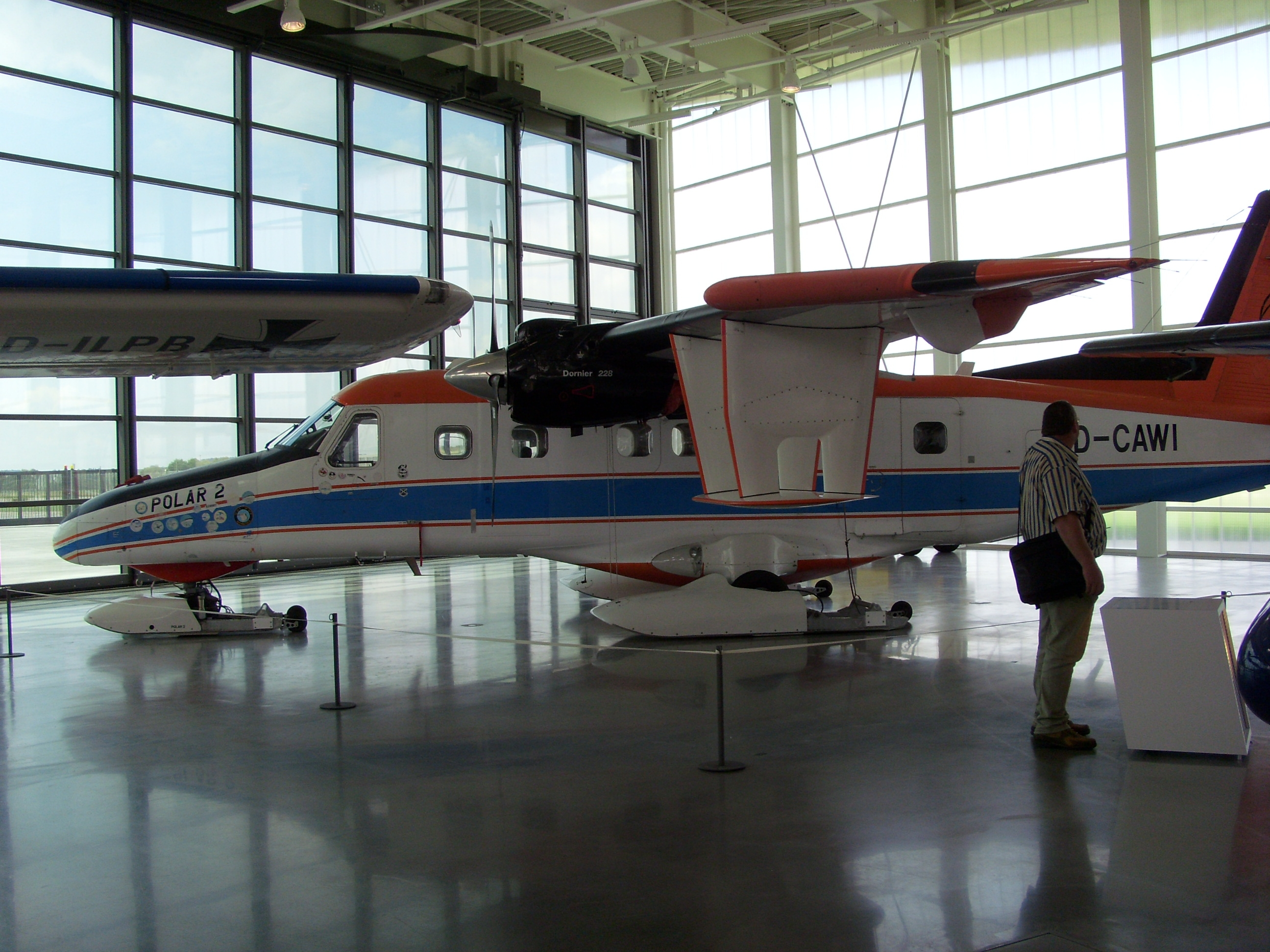
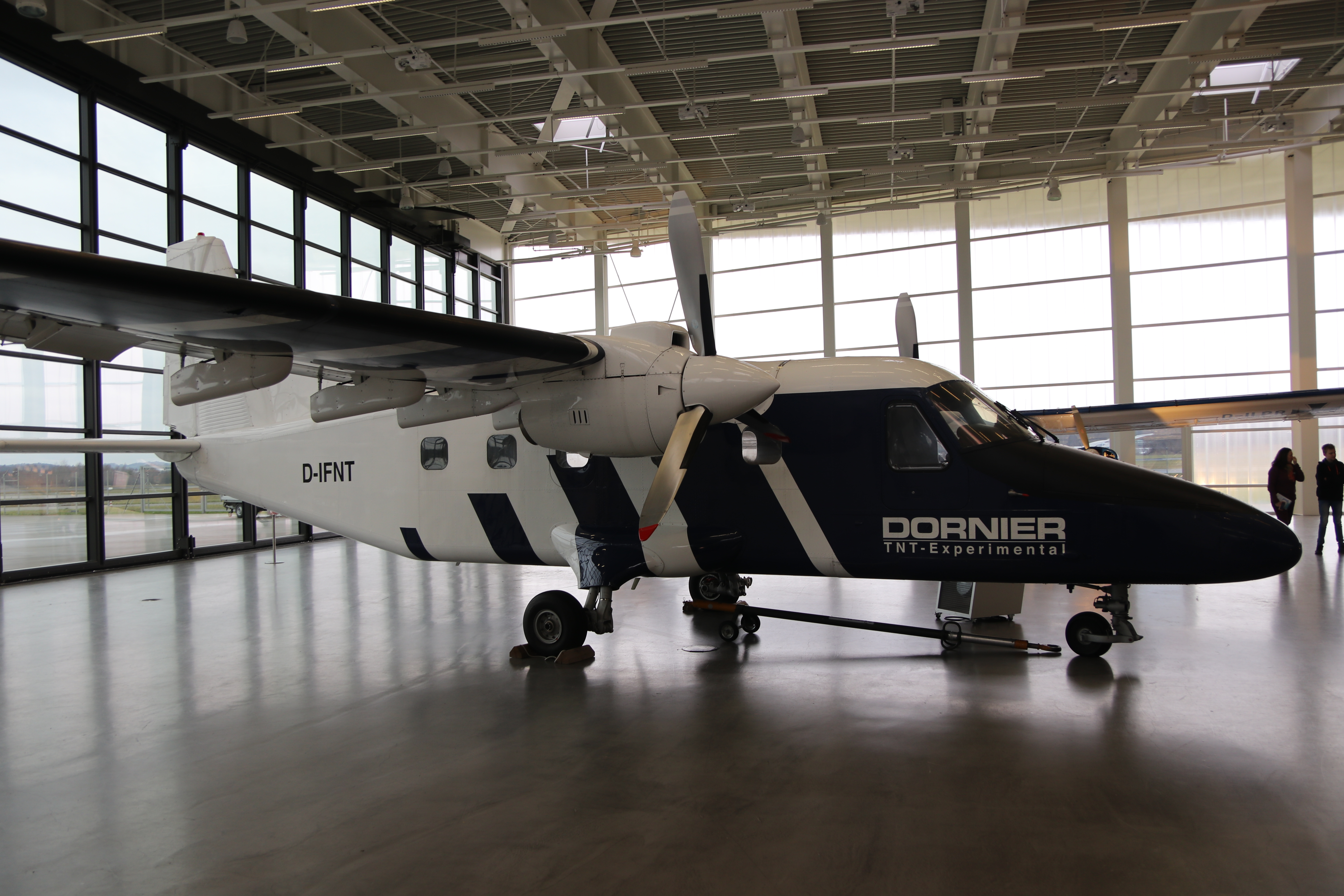
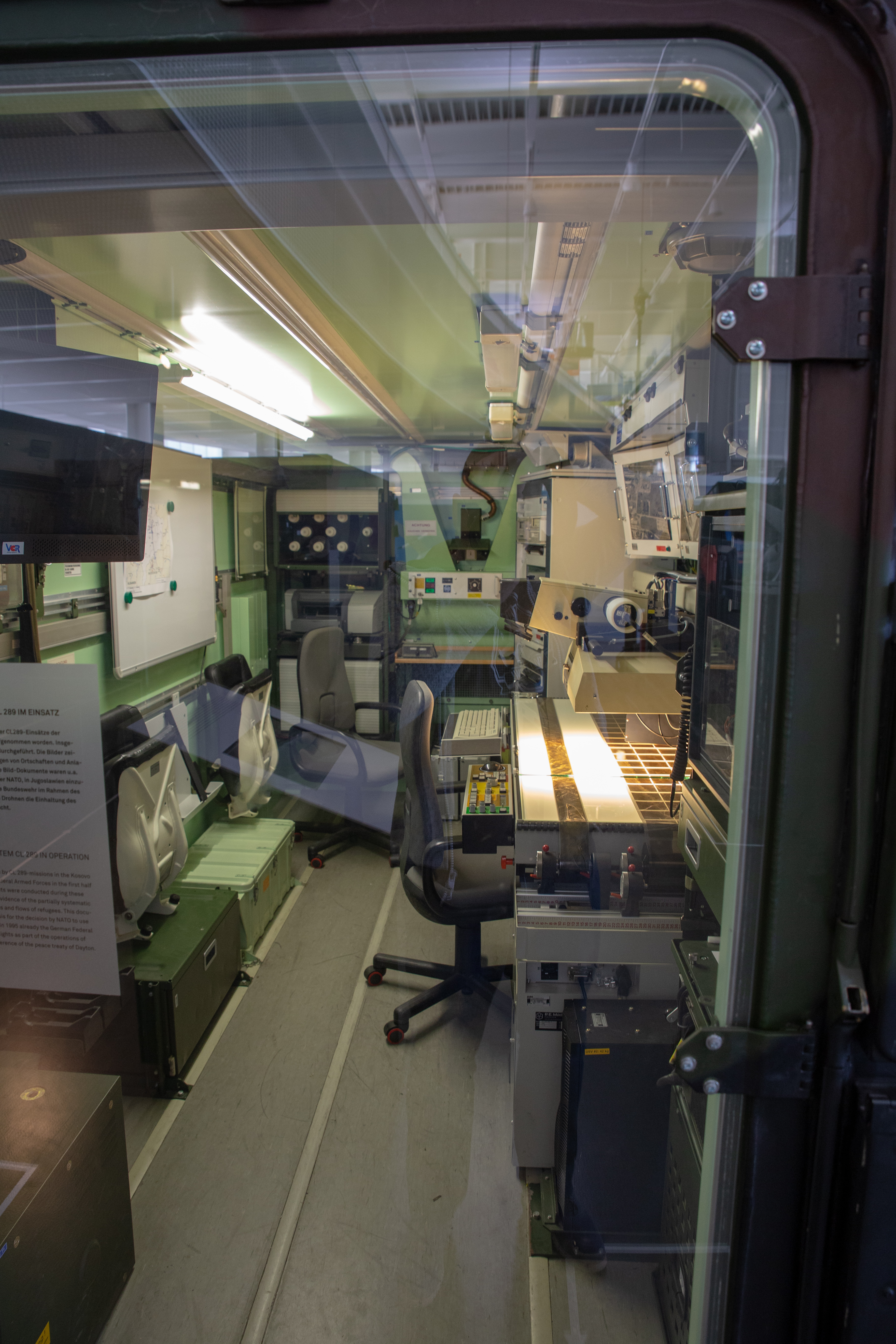
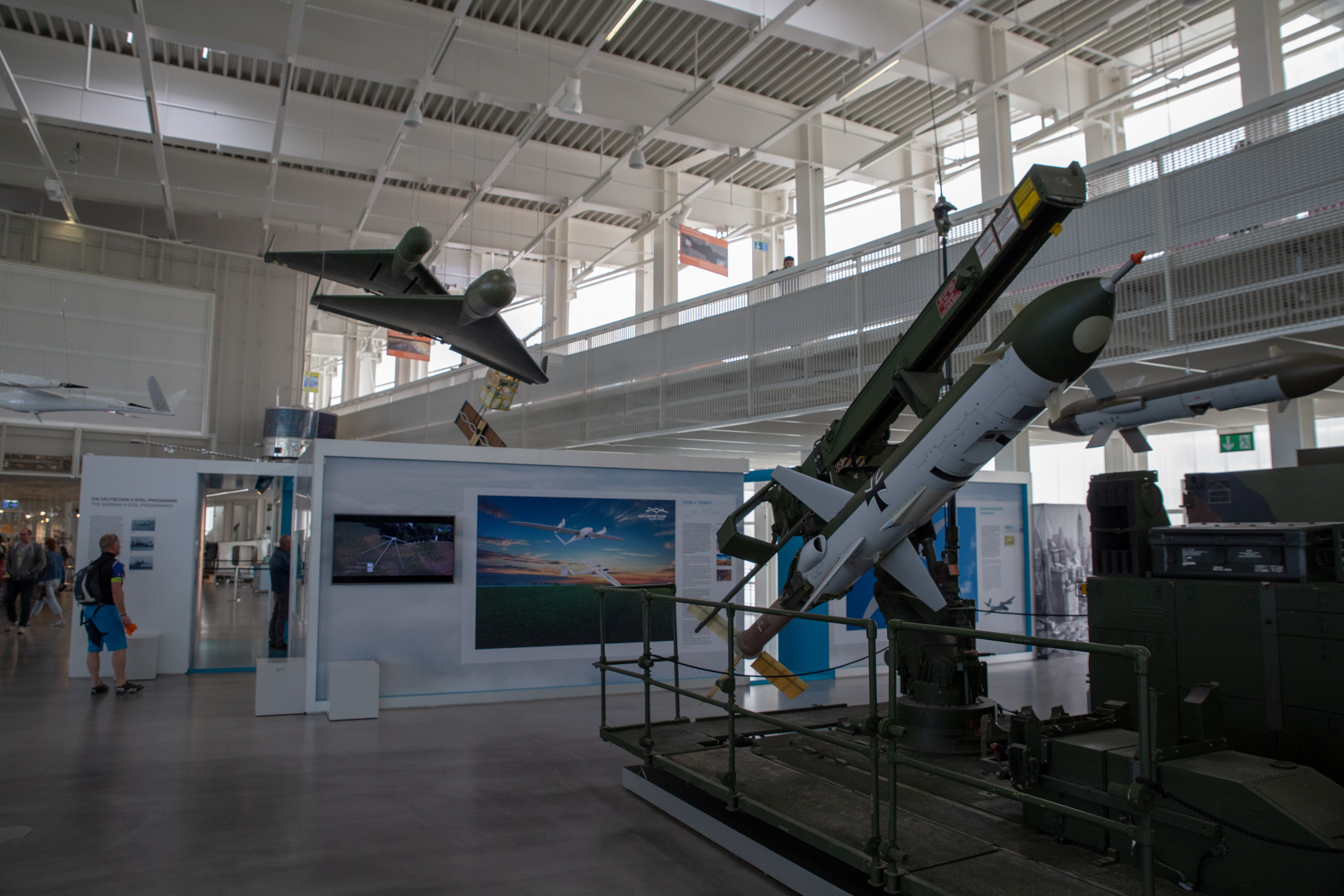
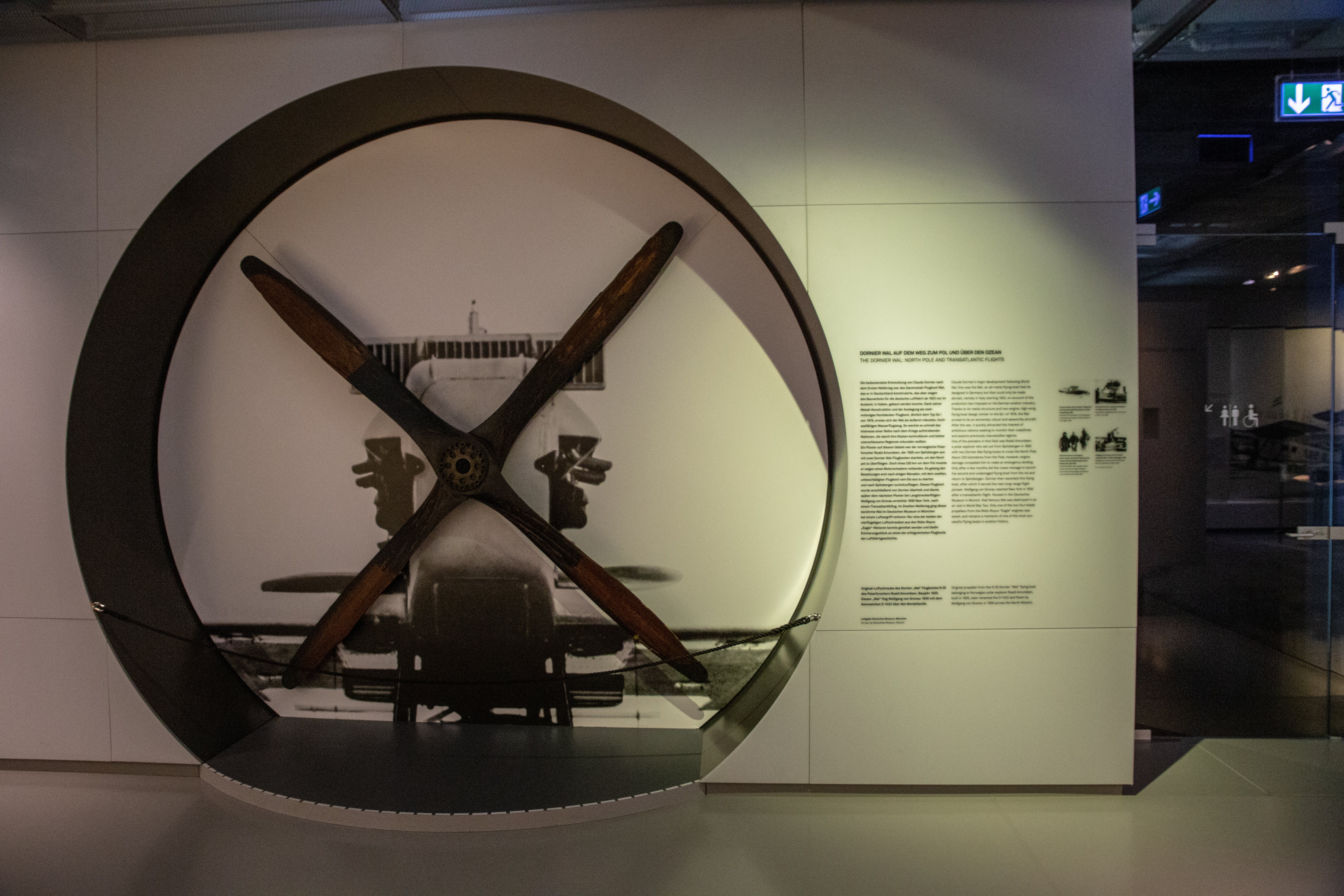
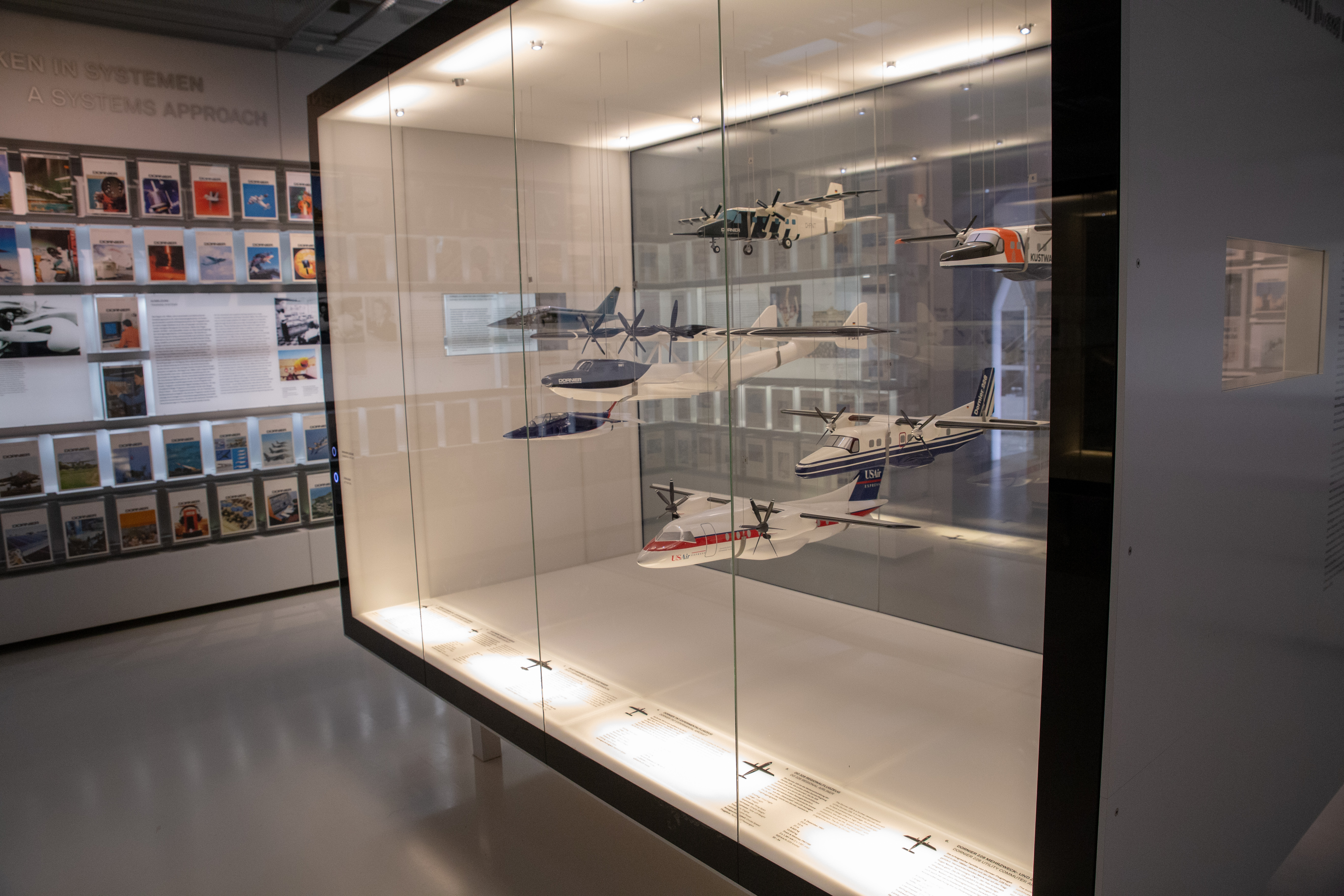
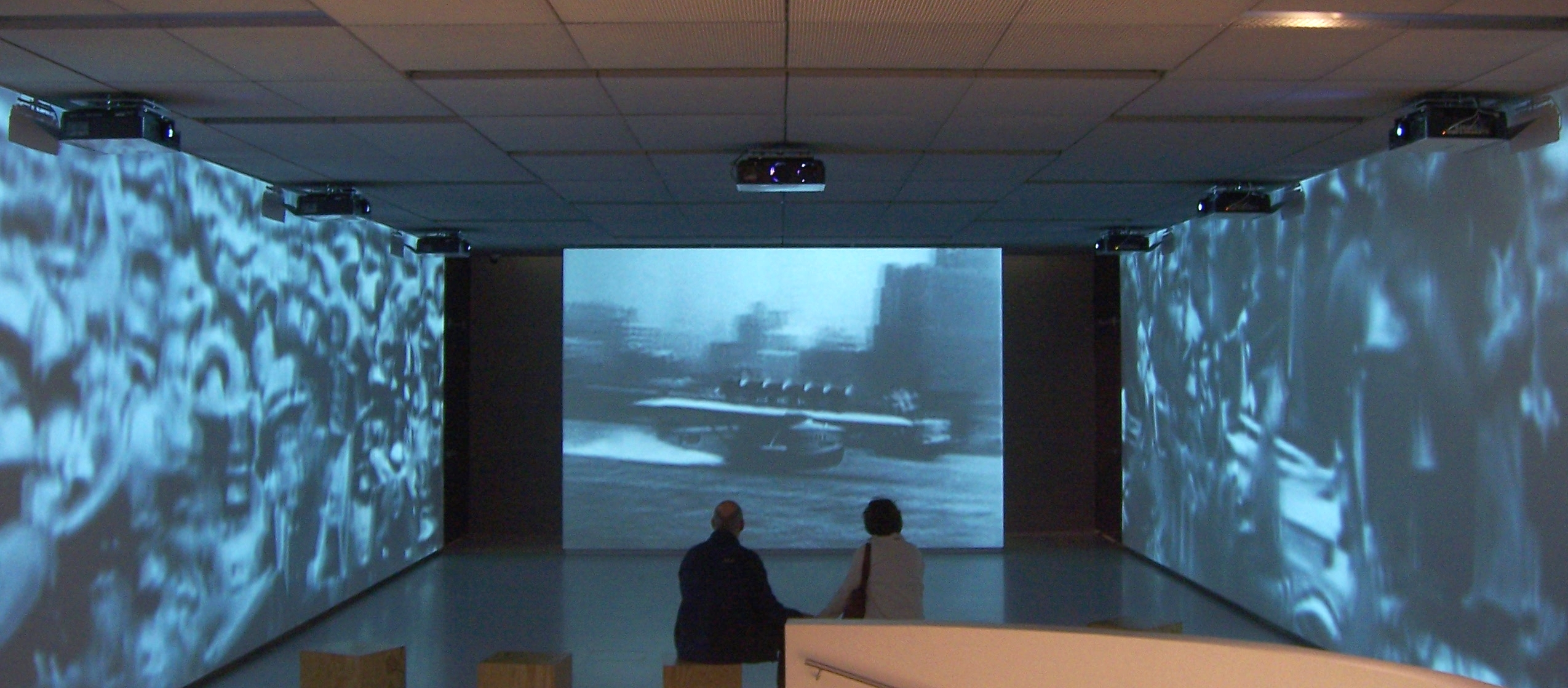
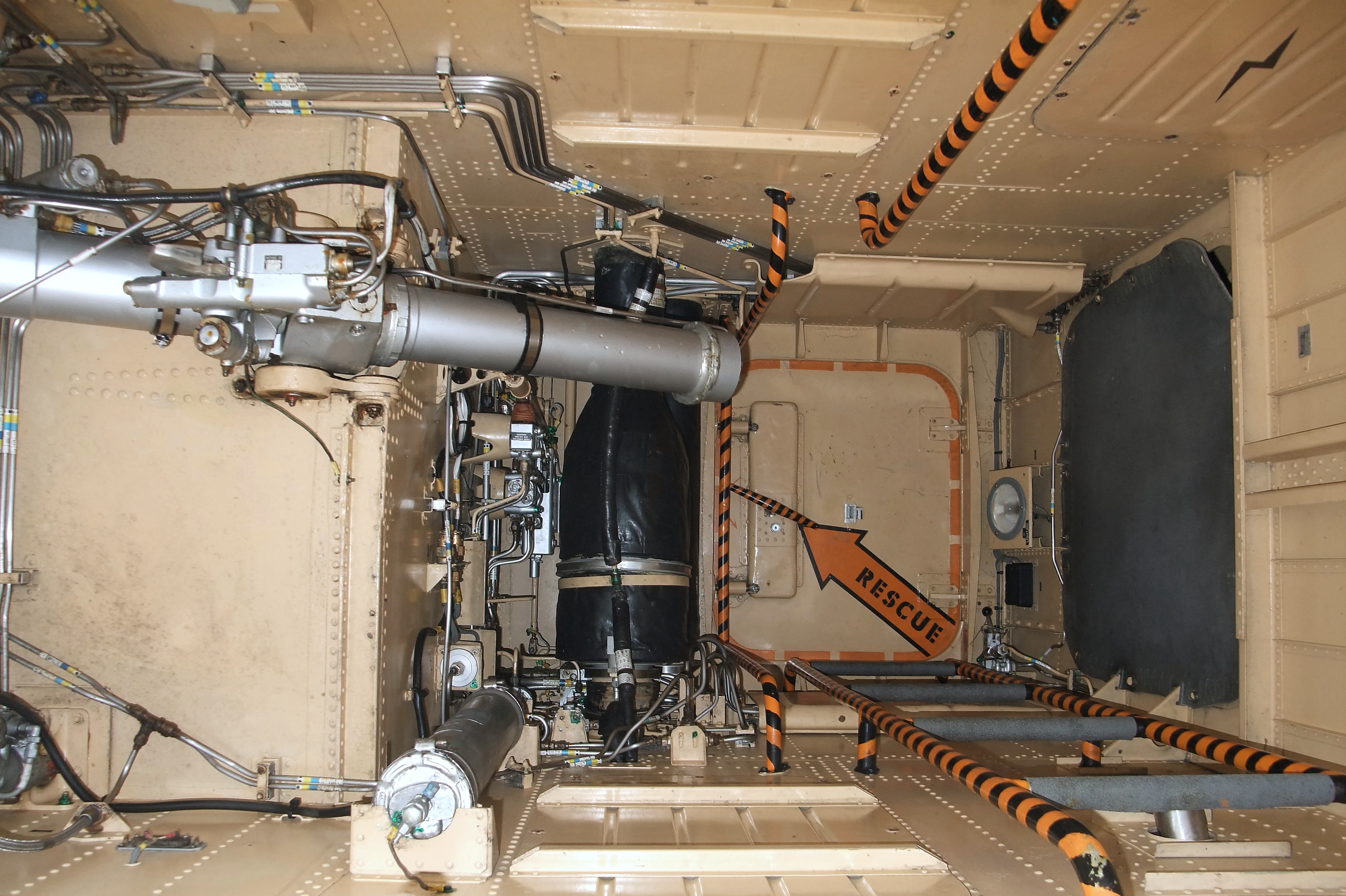
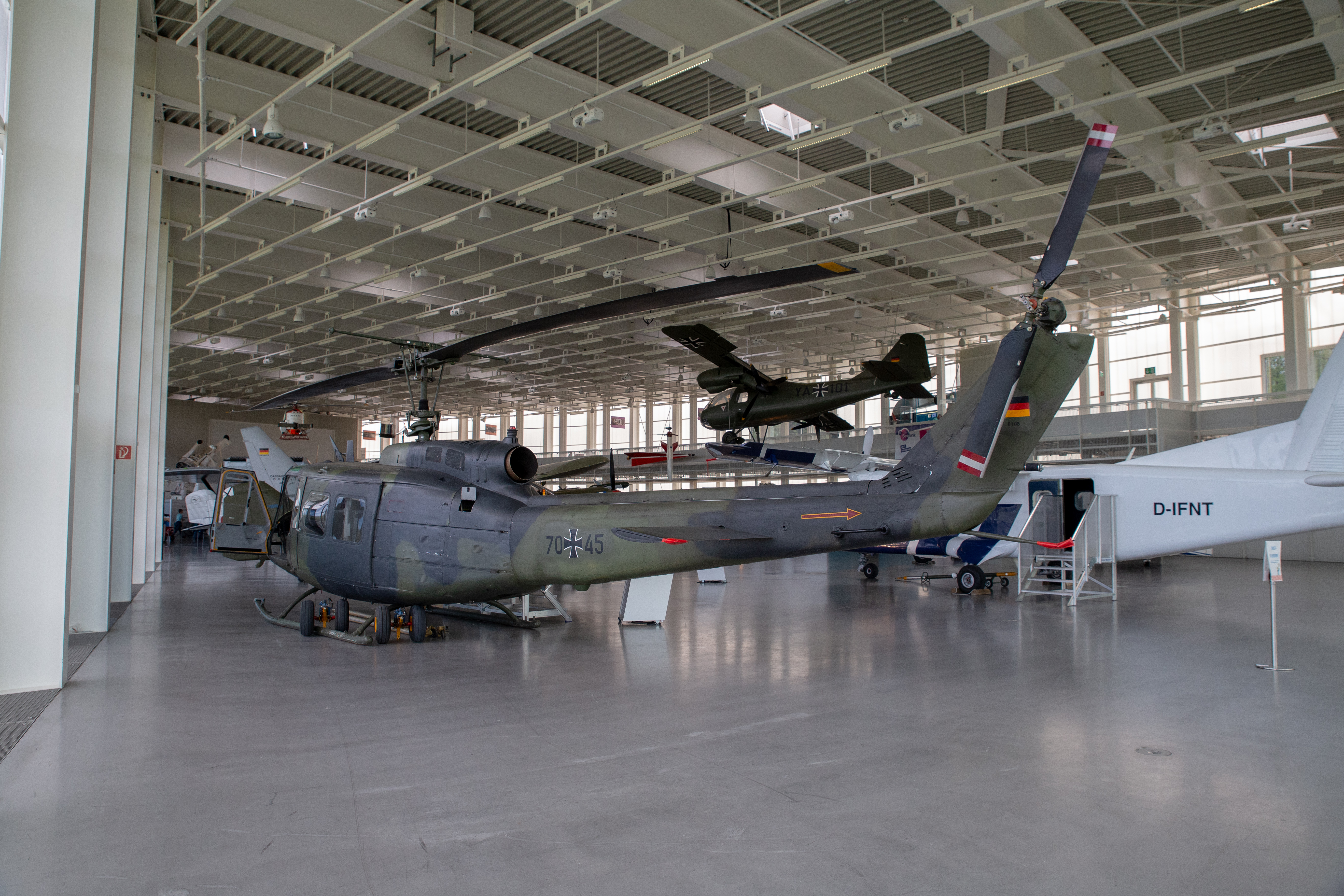
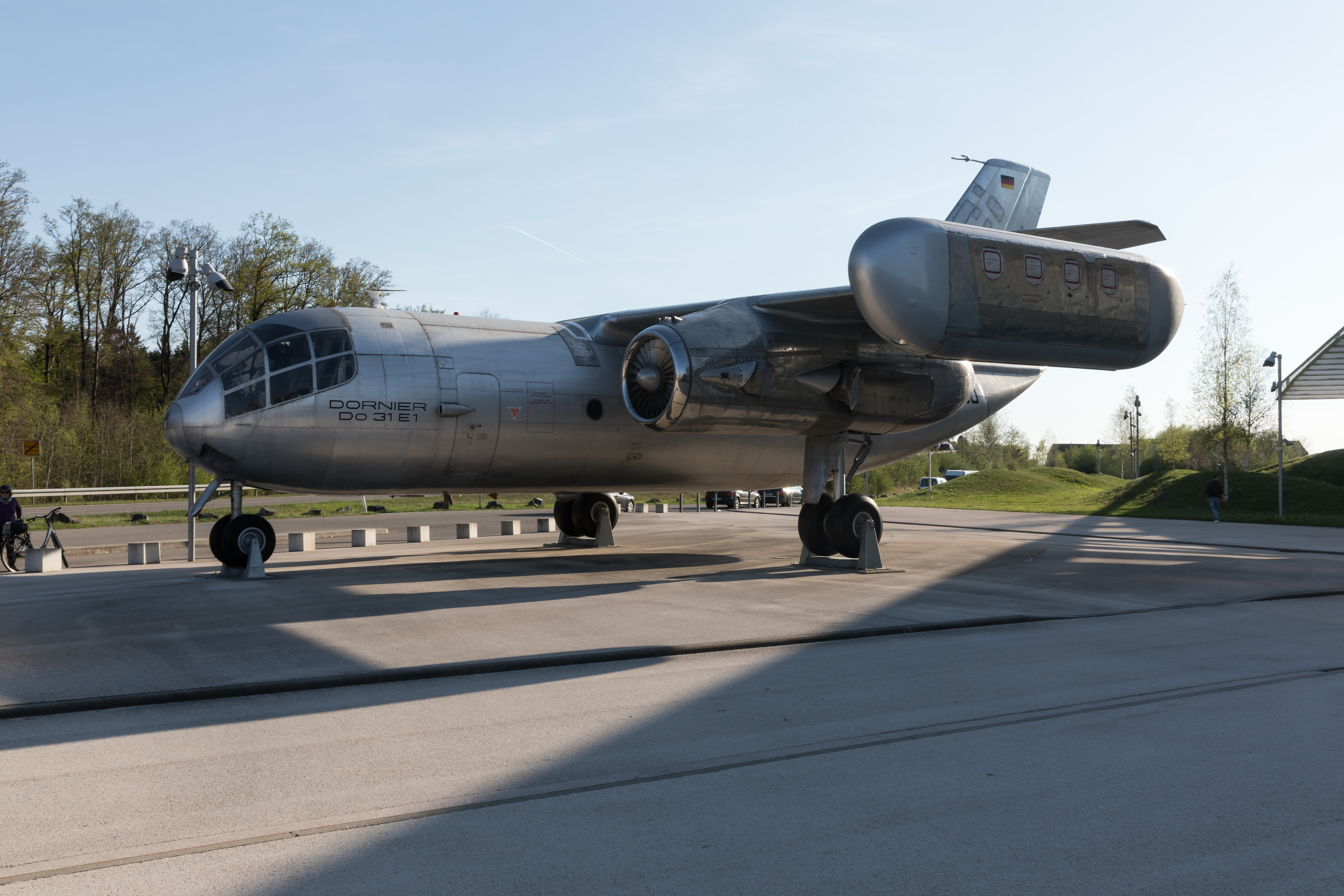

## Linkek
- Website des Dornier Museums